# Camarles
Camarles – gmina w Hiszpanii, w prowincji Tarragona, w Katalonii, o powierzchni 29,8 km². W 2011 roku gmina liczyła 3609 mieszkańców.